# Blastímero da Sérvia
Blastímero (em grego medieval: Βλαστίμηρος; romaniz.: Blastímeros; em sérvio: Властимир; romaniz.: Vlastimir; antes de 805 – 851) foi o príncipe da Sérvia de ca. 830 até 851. Pouco se sabe sobre seu reinado. Ele manteve a Sérvia durante a crescente imposta pelo vizinho, mas até então pacífico, Canato Búlgaro, que significantemente expandiu-se à sudeste, aproximando da Sérvia. Á época, os búlgaros e o Império Bizantino estavam em paz por tratado e embora o imperador era senhor dos sérvios, era incapaz de ajudar os sérvios numa guerra em potencial. Presiano I (r. 836–852) invadiu a Sérvia em 839, resultando numa guerra de três anos, na qual o exército búlgaro foi devastado e repelido. Blastímero então virou-se para oeste, expandindo sua hinterlândia à Dalmácia. Ele é o fundador epônimo da Casa de Blastímero, a primeira dinastia sérvia.

## Antecedentes

### Estado sérvio e história familiar
O príncipe (arconte) que levou os sérvios aos Bálcãs e recebeu proteção de Heráclio (r. 610–641), conhecido comumente como Arconte Desconhecido, era ancestral de Blastímero. Eles à época estavam organizados em zupanias, confederação de vilas (equivalente ao condado), chefiados por um zupano (magistrado ou governador). Segundo Fine, o governo era hereditário, e o zupano respondeu ao príncipe, a quem eram obrigados a ajudar na guerra. O imperador Constantino VII (r. 913–959) menciona que o trono sérvio foi herdado pelo filho, ou seja primeiro nascido, embora numa ocasião houve um triunvirado em sua enumeração de monarcas. Os sérvios estabeleceram vários principados no século X: a Sérvia (amplamente a posterior de Ráscia, incluindo a Bósnia; parte da Transmontana); e Pagânia, Zaclúmia, Travúnia (incluindo os canalitas) e Dóclea (parte da Marítima).
Venceslau, bisavô de Blastímero, e primeiro líder sérvio conhecido por nome, era coetâneo de Carlos Magno (r. 768–814). Ele diretamente manteve as terras hereditárias de Narenta, Tara, Piva e Lim. Constantino VI conquistou os esclavenos da Macedônia, situado ao sul, em 785. Todóstlabo, então Proségoes, sucedeu Venceslau e governaram durante a revolta de Luís da Posávia contra os francos (819–820). Segundo os Anais Reais Francos, escritos em 822, Luís foi de sua sé em Síscia aos sérvios em algum lugar na Bósnia Ocidental, que controlou a maior parte da Dalmácia.

### Ascensão do poder búlgaro

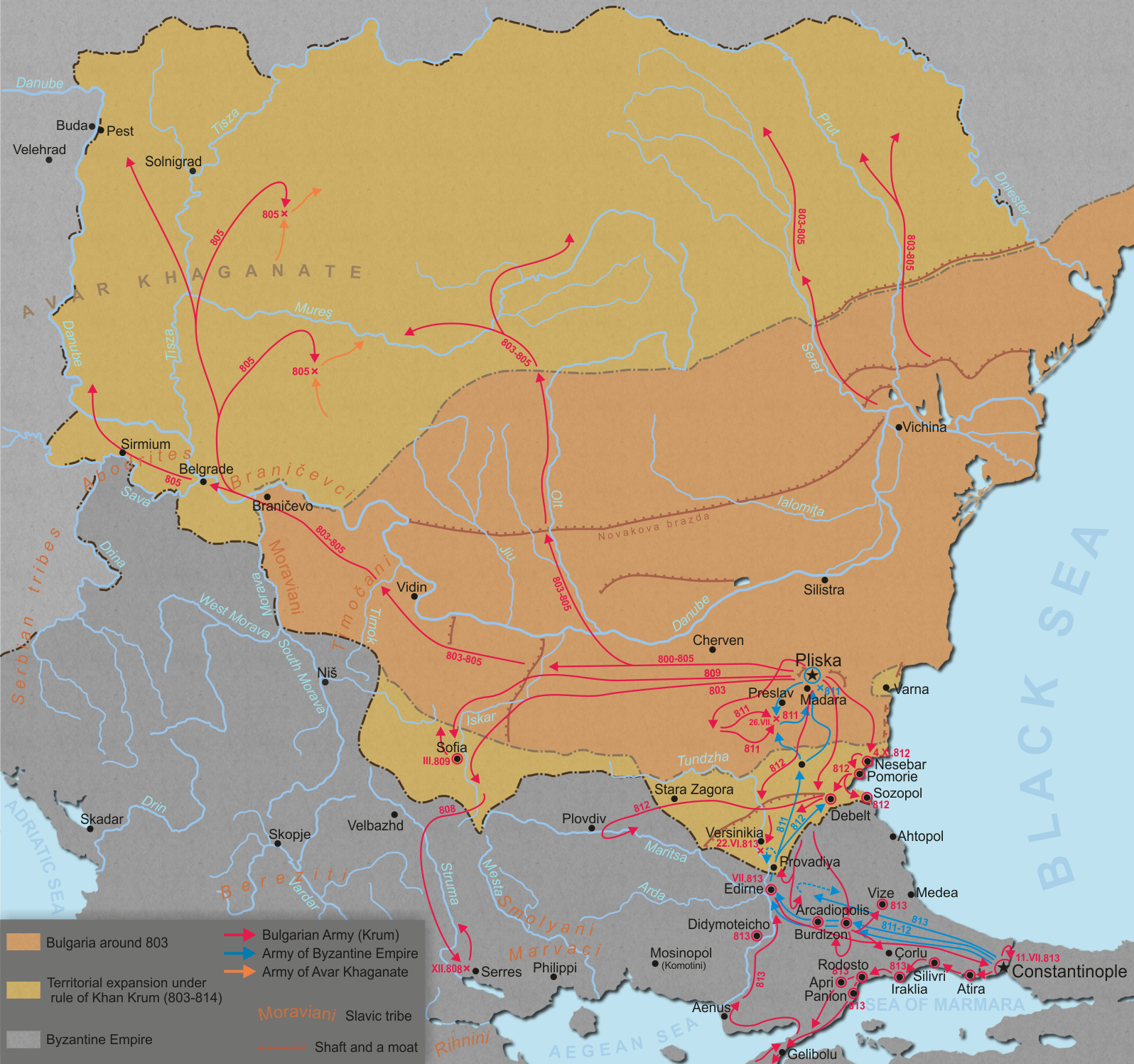
Expansão território sob Crum r.

No leste, o Império Búlgaro tornou-se forte. Em 805, o cã Crum (r. 803–814) conquistou os branichevos, timocanos e obodritas ao leste da Sérvia e baniu seus chefes tribais e substituiu-os por administradores nomeados pelo governo central.  Em 815, búlgaros e bizantinos assinaram uma paz de 30 anos. Em 818, sob Omurtague (r. 815–831), os branichevos e timocanos junto com outras tropas fronteiriças, revoltaram-se e abandonaram a Bulgária devido uma revolta administrativa que privou-o de sua autoridade local. Os timocanos quebraram sua aliança com os búlgaros, junto dos obodritas e guduscanos, pediram proteção do imperador Luís, o Pio (r. 813–840) e encontraram-o em sua corte em Herstal. Os timocanos migraram ao território franco na Panônia Inferior e foram citados pela última vez em 819, quando convencidos por Luís da Posávia a juntar-se a ele na luta contra os francos. Os obodritas ficaram no Banato, e resistiram aos búlgaros até 824, quando nada mais se sabe sobre eles. O cã enviou emissários aos francos e requisitou que a fronteira precisa fosse demarcada entre eles, e negociações duraram até 826, quando os franco rejeitaram-o. Os búlgaros responderam atacando os eslavos que viviam na Panônia para subjugá-los e então enviou navios rio Drava acima e em 828 devastaram a Panônia Superior, ao norte do Drava. Houve mais lutas em 829, bem como, pela mesma época, os búlgaros conquistaram todos os seus antigos aliados eslavos.
O Canato Búlgaro teve uma política expansionista na qual quiseram impor tributos aos povos vizinhos e obrigá-los a fornecer assistência militar na forma de uma aliança (societas), deixando-os alto-governo interno e governantes locais, e quando a necessidade para esse tipo de relação acabava, eles acabavam o alto-governo dos referidos povos e impunha-lhes seu poder direto e absoluto, integrando-os totalmente no sistema político e cultural búlgaro.

## Vida e reinado
Blastímero sucedeu seu pai Proségoes como arconte. Segundo Živković, a data da ascensão de Blastímero foi em torno de 830. Ele uniu as tribos sérvias nas proximidades. Os sérvios estavam alarmados, e muito provavelmente consolidaram-se devido a expansão do Canato Búlgaro em direção as suas fronteiras (a rápida conquista dos eslavos vizinhos), em alto-defesa, e possivelmente procuraram parar a expansão búlgara ao sul (na Macedônia). O imperador Teófilo (r. 829–842) foi reconhecido como suserano nominal (senhor) dos sérvios, e muito provavelmente encorajou-os a frustrar os búlgaros. O tratado de paz de 30 anos entre bizantinos e búlgaros, assinado em 815, ainda estava de pé.

### Guerra com o Canato Búlgaro

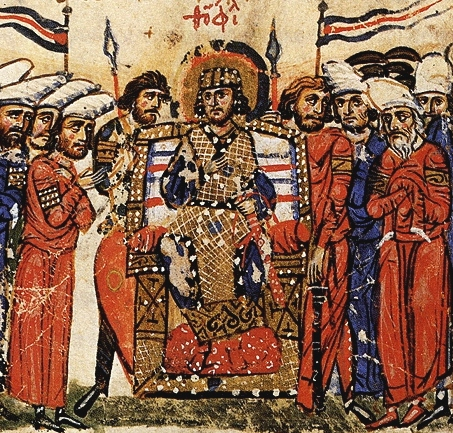
Teófilo

Segundo Constantino VII, sérvios e búlgaros viveram pacificamente como vizinhos até a invasão de 839 (nos últimos anos de Teófilo).  Não se sabe o que provocou a guerra; pode ser resultado das relações sérvio-búlgaras, ou seja a conquista búlgara do sudeste, ou resultado da rivalidade bizantino-búlgara, na qual a Sérvia estava ao lado dos bizantinos como aliada imperial. Não é improvável que Teófilo teve participação nisso; como estava em guerra com os árabes, pode ter empurrado os sérvios para repelir os búlgaros da Macedônia Ocidental, o que beneficiaria ambos. Segundo John Bury, essa aliança explicaria a causa da ação do cã Malamir. Zlatarski supõe que o imperador ofereceu aos sérvios completa independência. Segundo Porfirogênito, os búlgaros queriam continuar sua conquista dos territórios eslavos - para subjugar os sérvios. Presiano I (r. 836–852) lançou uma invasão em solo sérvio em 839, o que causou uma guerra que durou três anos, na qual os sérvios foram vitoriosos; Presiano foi pesadamente derrotado e perdeu boa parte de seus homens, não teve ganhos territoriais e foi repelido.
A guerra terminou com a morte de Teófilo em 842, que libertou Blastímero de sua obrigação. Para Živković, talvez o ataque ocorreu após uma invasão falha no Estruma e Nesto em 846: Presiano pode ter reunido seu exército e marchado à Sérvia, e Blastímero pode ter participado nas guerras bizantino-búlgaras, o que significaria que Presiano respondeu ao envolvimento sérvio direto. A derrota dos búlgaros, que se tornaram um dos grandes poderes do século IX, mostrou que a Sérvia era um Estado organizado, completamente capaz de defender suas fronteiras; um quadro organizacional militar e administrativo alto para apresentar tão efetiva resistência. Não se sabe se a Sérvia à época tinha sistema de fortificações e desenvolveu estruturas militares que claramente definiram as funções dos zupanos.

### Expansão

Principados sérvios no século IX

Após a vitória sobre os búlgaros, Blastímero expandiu-se para oeste, tomando a Bósnia e Herzegovina. Blastímero casou sua filha com Craina, o filho do zupano da Travúnia Baloes, em ca. 847/848. Com esse casamento, Blastímero elevou o título de Craina para arconte e sua casa herdou a Travúnia. Craina teve um filho com a filha de Blastímero, chamado Falímeres, que mais tarde sucederia seu pai. Sua intenção de conectar-se a casa reinante da Travúnia mostra que sua reputação entre os arcontes e zupanos sérvios vizinhos estava baseada em sua ascensão e portanto correspondeu à relevância política e força militar da Sérvia. É possível que antes do reinado de Blastímero, o zupano travúnio procurou libertar-se da influência da Sérvia, mas Blastímero procurou a solução no casamento político de sua filha.
A elevação de título de Craina (a independência prática de Travúnia) fortemente aponta que Blastímero era um governante cristão que entendia bem a ideologia monárquica que se desenvolveu no começo da Idade Média. Há a possibilidade de que o casamento ocorreu antes do conflito com os búlgaros, o que levanta a possibilidade de que os búlgaros responderam a sua ascensão política, que ganhou a ajuda do Império Bizantino e podia confirmar governantes de principados sérvios vizinhos. Embora a elevação de títulos por Blastímero foi meramente mais simbólica do que prática, parece que teve o direito agir desse jeito, o que indiscutivelmente colocou-o no topo de todos os arcontes; como principal governante entre os principados.

Árvore genealógica da Casa de Blastímero

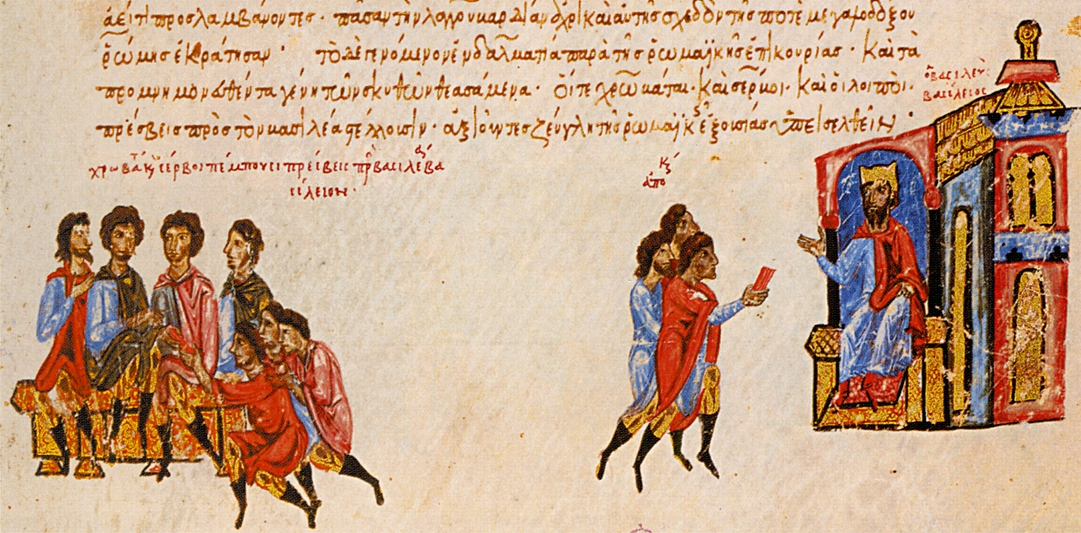
Delegação de croatas e sérvios a r.. Iluminura do Escilitzes de Madri

## Família
Blastímero teve três filhos e uma filha:
- Mutímero, príncipe, 851–891;
- Estrímero, príncipe (cogovernante), 851 – década de 880;
- Ginico, príncipe (cogovernante), 851 – década de 880;
- Filha de nome incerto, casada como Craina;

## Posteridade
Blastímero morreu ca. 851 e foi sucedido por seus três filhos. Em 853/854, eles com sucesso enfrentaram uma invasão conduzida por Vladimir, filho do cã Bóris I (r. 	852–889), capturando-o junto com altos dignitários; a expedição tinha como pano de fundo a tentativa de vingar-se pela derrota de Presiano. As partes fizeram a paz, e talvez uma aliança. Os irmãos mais jovens de Mutímero mais tarde revoltaram-se contra ele e Mutímero enviou-os à corte de Bóris em Plisca. Em seguida, Mutímero solicitou ao imperador Basílio I, o Macedônio (r. 867–886) que batizasse suas terras e sacerdotes constantinopolitanos foram enviados e um bispado sérvio foi fundado.